# Zengcheng
Zengcheng, tidigare romaniserat Tsengshing, är ett stadsdistrikt  i östra delen av provinshuvudstaden Guangzhou i provinsen Guangdong i sydöstra Kina.
Zengcheng är indelat i sex stadsdelsdistrikt och sju köpingar,
Stadsdelsdistrikt (jiedao):

- Licheng (荔城街道)
- Lihu (荔湖街道)
- Ningxi (宁西街道)
- Yongning (永宁街道)
- Zengjiang (增江街道)
- Zhucun (朱村街道)

Köpingar (zhen):

- Paitan (派潭镇)
- Shitan (石滩镇)
- Xiancun (仙村镇)
- Xiaolou (小楼镇)
- Xintang (新塘镇)
- Zhengguo (正果镇)
- Zhongxin (中新镇)